# Gauliga Weser-Ems 1944/45
De Gauliga Weser-Ems 1944/45 was het derde en laatste voetbalkampioenschap van de Gauliga Weser-Ems. Gauliga werd opnieuw in drie groepen verdeeld, echter in februari 1945 werd de competitie stilgelegd. 

## Eindstand

### Groep Bremen
| Plaats | Club                | Wed. | W | G | V | Saldo | Ptn.  |
| ------ | ------------------- | ---- | - | - | - | ----- | ----- |
| 1.     | ASV Blumenthal      | 4    | 2 | 1 | 1 | 13:07 | 05:03 |
| 2.     | TuRa Gröpelingen    | 2    | 2 | 0 | 0 | 11:06 | 04    |
| 3.     | FV Woltmershausen   | 2    | 2 | 0 | 0 | 03    | 04:00 |
| 4.     | Bremer SV           | 3    | 1 | 1 | 1 | 08:09 | 03:03 |
| 5.     | SV Werder Bremen    | 2    | 1 | 0 | 1 | 05:03 | 02:02 |
| 6.     | Hastedter MTV       | 2    | 1 | 0 | 1 | 03:02 | 02:02 |
| 7.     | BV Grohn            | 1    | 1 | 0 | 0 | 04:03 | 02:00 |
| 8.     | VfB Komet Bremen    | 3    | 0 | 0 | 3 | 03:09 | 00:06 |
| 9.     | Bremer Sportfreunde | 3    | 0 | 0 | 3 | 02:13 | 00:06 |

### Groep Osnabrück
In deze groep werd geen enkele wedstrijd gespeeld. 
- VfL Osnabrück
- TSV Osnabrück
- Schinkel 04
- Reichsbahn Osnabrück
- Raspo Osnabrück
- Osnabrücker SV 16
- Reichsbahn Cloppenburg

### Groep Oldenburg/Friesland
| Plaats | Club                   | Wed. | W | G | V | Saldo | Ptn.  |
| ------ | ---------------------- | ---- | - | - | - | ----- | ----- |
| 1.     | VfL Oldenburg          | 9    | 5 | 1 | 3 | 28:24 | 11:07 |
| 2.     | VfB Oldenburg          | 6    | 4 | 0 | 2 | 10:07 | 08:04 |
| 3.     | SpVgg 05 Wilhelmshaven | 4    | 3 | 0 | 1 | 12:09 | 06:02 |
| 4.     | Blau-Weiß Varel        | 4    | 2 | 0 | 2 | 13:02 | 04:04 |
| 5.     | Braker SV              | 4    | 1 | 1 | 2 | 08:15 | 03:05 |
| 6.     | LSV Pewsum             | 2    | 1 | 0 | 1 | 03    | 02:02 |
| 7.     | LSV Ahlhorn            | 0    | 0 | 0 | 0 | 00    | 00:00 |
| 8.     | TuS Aurich             | 3    | 0 | 0 | 3 | 04:08 | 00:06 |
| 9.     | KMW Wilhelmshaven      | 2    | 0 | 0 | 2 | 04:17 | 00:04 |